# Rosie O'Donnell
Rosie O'Donnell (Commack, Long Island, Nova York, 21 de març de 1962) és una actriu estatunidenca, comediant, productora, presentadora de televisió i escriptora. La seva filmografia principal inclou títols com A League of Their Own (1992), Alguna cosa per recordar (1993), The Flintstones (1994), Beautiful Girls (1996), Tarzan (1999) i Hedwig and the Angry Inch (2001). Al teatre ha treballat en diverses obres, com Grease i Fiddler on the Roof, i a la televisió ha presentat els programes d'entrevistes The Rosie O'Donnell Show (1996-2002), Rosie Live (2008) i The Rosie Show (2011-2012), i aparegut en sèries com Ally McBeal (1999), Will & Grace (2002), Queer as Folk (2005) i Nip/Tuck (2006-2008), entre d'altres. També ha participat en muntatges d'obres musicals a Broadway.
El 2002 va declarar públicament que era lesbiana. El 2004 va contreure unió civil amb la gerent de màrqueting Kelli Carpenter, de qui es va separar el 2007. Actualment comparteixen la custòdia dels seus quatre fills, els quals tres van ser adoptats i una va ser concebuda per donació d'esperma.

## Biografia[calcitació]
Els seus pares eren Edward Joseph O'Donnell, enginyer elèctric, i Roseann Teresa Murtha, una mestressa de casa. La seva mare va morir el 17 de març de 1973, cinc dies abans del seu onzè aniversari.
O'Donnell es va graduar en el Commack High School al maig de 1980. Durant aquests anys va ser coneguda entre els altres estudiants per la imitació que feia del personatge interpretat per Gilda Radner, Roseanne Rosannadanna. Després de graduar-se, es va matricular en el Dickinson College i temps després a la Universitat de Boston; encara que va abandonar els seus estudis per treballar com a comediant en viu.

## Carrera

### Començaments
Sempre que els amics d'O'Donnell es reunien demanaven que ella fes un número còmic, al que ella accedia. Aviat van començar a demanar-li que fes monòlegs còmics en petits clubs i cafeteries. Després de recórrer els Estats Units realitzant el seu número còmic, entre els anys 1979 i 1984, va aconseguir el reconeixement nacional amb les seves aparicions al programa de nous talents Star Search. A partir d'aquí va començar a aparèixer en programes còmics i xous nocturns. A la fi de la dècada de 1980 va aparèixer als programes Comedy Club i Stand-Up Spotlight, actuciones que li van proporcionar crítiques positives de moltes fonts. Després de l'èxit que va aconseguir aconseguir com a humorista, O'Donnell va iniciar la seva carrera actoral interpretant petits papers en diverses sèries televisives.
La seva sort va millorar quan el 1992 va signar un contracte per protagonitzar al costat de Melissa Gilbert la comèdia de televisió Stand By Your Man. La sèrie va ser retirada de la programació després de l'emissió de vuit episodis, a causa dels seus baixos índexs d'audiència.
Després de la cancel·lació de Stand By Your Man, l'actriu va donar inici a la seva carrera com a actriu al cinema, on va interpretar papers secundaris en pel·lícules de diversos gèneres. El primer llargmetratge en el qual va intervenir va ser la comèdia A League of Their Own (1992), on va compartir escena amb Tom Hanks i Madonna. Així mateix va participar en Sleepless in Seattle, on va treballar al costat de Meg Ryan; The Flintstones (1994), on va compartir escena amb John Goodman, Rick Moranis, Elizabeth Perkins, Halle Berry i Elizabeth Taylor; i Beautiful Girls, sota la direcció de Ted Demme, amb un elenc que incloïa a actors com Matt Dillon, Uma Thurman Mira Sorvino, Timothy Hutton, Lauren Holly i Natalie Portman. El 1999, O'Donnell va posar la veu al personatge de Terk en la pel·lícula d'animació de Disney, Tarzán, amb gran èxit de crítica.

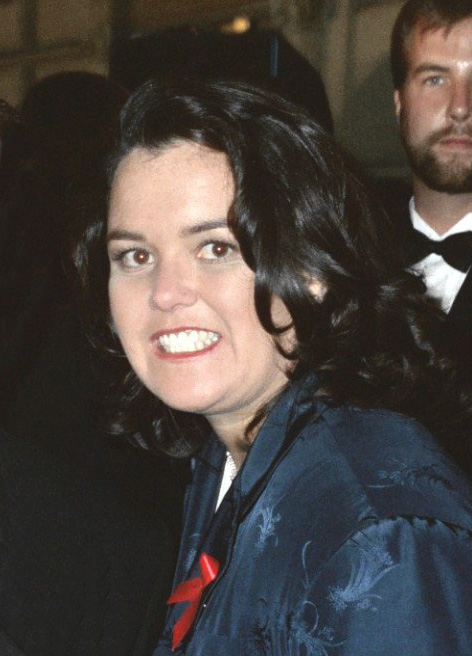
O'Donnell en el lliurament dels premis Primetime Emmy de 1995.

O'Donnell va debutar a Broadway el 1994, amb la reposició del musical Grease. Allà va interpretar el paper de Betty Rizzo. Temps després, quan la seva popularitat estava al punt més alt gràcies a l'èxit del seu programa d'entrevistes, va representar al Gat gargot en l'obra teatral de gènere musical Seussical (2001).
Al llarg de la seva carrera, O'Donnell va participar en numeres sèries televisives. En la dècada dels anys noranta va aparèixer com a actriu convidada en les sèries The Nanny i Ally McBeal, on va interpretar rols esporàdics.
Al juny de 1996, O'Donnell va presentar un nou programa de matí de format d'entrevistes, anomenat The Rosie O'Donnell Show (1996-2002). Des del seu debut, el programa va incrementar de manera consistent la seva audiència i va rebre crítiques molt positives de moltes fonts. El programa va ser nominat per a sis premis Daytime Emmy en la seva primera temporada, dels quals en va guanyar dues, inclòs el de "Millor Talk Show". L'any següent, en la seva segona temporada, va aconseguir onze candidatures, guanyant en les de "Millor Talk Show", "Millor animació d'un Talk Show" i "Millor maquillatge". Al llarg de les seves sis temporades, The Rosie O'Donnell Show va guanyar 22 premis Daytime Emmy, sobre un total de 34 nominacions.
A l'abril de 2001, O'Donnell es va absentar durant dues setmanes del programa a causa de problemes de salut. Va ser llavors quan va ser reemplaçada per diversos personatges públics, com Joy Behar, Meredith Vieira, Barbara Walters, Kathy Griffin, Marie Osmond, Kathie Lee Gifford, Ana Gasteyer i Caroline Rhea, actriu que va ser convocada després per O'Donnell per presentar les emissions dels divendres de l'última temporada del programa. A causa de l'èxit que va aconseguir tenir Rhea com a amfitriona convidada, va aconseguir tenir a l'any següent el seu propi programa d'entrevistes, reemplaçant al d'O'Donnell. No obstant això, el de Rhea va estar a l'aire només una temporada.
Durant els anys en els quals va estar emetent el seu programa, O'Donnell va demostrar que sentia una gran estima pel teatre, especialment pels musicals de Broadway, i va aprofitar el seu espai en la televisió per promocionar-los. Després dels Atemptats de l'11 de setembre de 2001 el nombre de turistes que visitaven la ciutat de Nova York va disminuir, per la qual cosa diversos espectacles teatrals, per falta de públic, corrien el risc de ser trets de cartellera. Ella va encoratjar al públic novaiorquès a assistir a les obres teatrals i a donar suport a les arts escèniques.

### Després deThe Rosie O'Donnell Show
El seu últim treball com a actriu a Broadway el va tenir el 2005, quan va interpretar un dels papers principals del musical El violinista a la teulada El 2005 va representar el paper de Loretta Pye en tres capítols de la sèrie nord-americana de temàtica LGBT Queer as Folk. En la quarta i cinquena temporada de la comèdia televisiva Nip/Tuck, l'actriu va realitzar participacions especials en alguns episodis, on va representar Dawn Budge. Posteriorment va realitzar aparicions en les sèries Curb Your Enthusiasm i Drop Dead Diva.

### The View
A mitjan 2007, O'Donnell va abandonar The View. En una entrevista, va afirmar que no es va posar d'acord amb ABC sobre els termes de la renovació del seu contracte, encara que va assegurar que el fet d'haver participat en ell va ser una bona experiència, tant en àmbit professional com a personal. El seu lloc va ser cobert per Whoopi Goldberg.
El 2008, O'Donnell va ser contractada per la cadena NBC per presentar un programa especial de gènere de varietats titulat Rosie Live, on feia comèdia i actuacions en directe amb diferents celebritats convidades, entre elles Liza Minnelli, Gloria Estefan, Kathy Griffin, Conan O'Brien, Jane Krakowski, Harry Connick, Jr., Clay Aiken, Rachael Ray i Alec Baldwin. Ridiculitzat per la crítica, Rosie Live va ser prematurament cancel·lat després de l'emissió de només un episodi. Així mateix, va presentar el programa de ràdio de l'emissora Sirius XM Radio Rosie Live (2009-2011), on moderava debats sobre temes de l'actualitat.
O'Donnel va tornar a la televisió a l'octubre de 2011 amb un nou Programa d'entrevistes del canal Oprah Winfrey The Rosie Live (2011-2012). El programa va rebre crítiques variades però una baixa audiència, per la qual cosa Winfrey el va retirar de la programació d'OWN: Oprah Winfrey Network en finalitzar la primera temporada. Encara que el seu segon programa d'entrevistes no va ser un èxit, O'Donnel va assenyalar: «Em va encantar treballar amb Oprah a la increïble ciutat de Chicago que em va rebre amb els braços oberts. Mai oblidaré la bondat de tots aquí. Va ser un gran any per a mi. M'hagués agradat tenir més rating, però no va poder ser, així que em torno a la meva casa a Nova York. Cal seguir endavant!».
El 2003, l'actriu i la seva exesposa van col·laborar amb la directora artística Lori Klinger, per crear Rosie's Broadway Kids, un programa dedicat a proveir instrucció gratuïta en música i dansa per a les escoles públiques de Nova York. El 2007 va actuar juntament amb Margaret Cho, Cyndi Lauper, Debbie Harry, Erasure, The Gossip, Rufus Wainwright, The Dresden Dolls, The MisShapes, Indigo Girls i The Cliks en la gira de concerts True Colors Tour, amb la qual va visitar diverses ciutats dels Estats Units i el Canadà.
Al maig de 1996, O'Donnell va signar un contracte amb Warner Books per tres milions de dòlars per publicar posteriorment una autobiografia. El llibre, titulat Find Me, va ser publicat a l'abril de 2002 i es va convertir en un best-seller. Els guanys que la va produir aquesta publicació les va donar a la fundació For All Kids. En 2007 va publicar una nova autobiografia, Celebrity Detox.

## Vida personal
La carrera d'O'Donnell va ser a punt de naufragar després de sortir de l'armari, degut potser a la repercussió que va tenir i a certa homofòbia latent llavors en els mitjans de comunicació estatunidencs, i li va costar diversos anys tornar a restablir-se reeixidament com a presentadora. Va declarar públicametn ser lesbiana l'any 2002.
El 26 de febrer de 2004 va contreure unió legal amb Kelli Carpenter, antiga executiva de màrqueting de la cadena Nickelodeon, en San Francisco, només algunes setmanes després que l'alcalde Gavin Newsom autoritzés l'emissió de llicències de matrimoni per a parelles del mateix sexe. La seva decisió d'anar a Sant Francisco per casar-se amb Carpenter es va mostrar com una mostra de desafiament al President George W. Bush davant el seu suport per a la llei d'Esmena Federal del matrimoni. La parella va tenir quatre fills: Parker Jaren (n. el 25 de maig de 1995), Chelsea Belle (n. el 20 de setembre de 1997), Blake Christopher (n. el 5 de desembre de 1999), adoptats, i Vivienne Rose (n. el 29 de novembre de 2002), que va ser concebuda per donació d'esperma. O'Donnell i Carpenter es van separar el 2007.
L'actriu ha criticat amb duresa la política de l'expresident George W. Bush. Pel que fa a ell, en una entrevista va comentar: "Bush està molt equivocat. La seva dona i ell estan convidats a passar un cap de setmana a la meva casa amb mi i amb els meus fills. Estats Units no sap com és un pare gai o una mare lesbiana. Jo sóc una mare lesbiana. Aquest país m'ha vist ocupar-me dels meus fills durant sis anys. Tots saben quin tipus de mare sóc. Així que quan pensin en progenitors gais, jo seré aquesta imatge, perquè jo sóc una mare lesbiana".

## Filmografia
- Elles donen el cop (A League of Their Own) (1992)
- Alguna cosa per recordar (Sleepless in Seattle) (1993)
- Another Stakeout (1993)
- Fatal Instinct (1993)
- Car 54, Where Are You? (1994)
- I'll Do Anything (1994)
- The Flintstones (1994)
- Exit To Eden (1994)
- Amigues per sempre (Now and Then) (1995)
- Beautiful Girls (1996)
- Harriet the Spy (1996)
- A Very Brady Sequel (1996) (Cameo)
- Wide Awake (1998)
- Get Bruce (1999) (documental sobre Bruce Vilanch)
- Tarzan (1999) (veu)
- An American Carol (2008)

## Televisió
- Star Search (1984-1985) (concursant)
- Gimme a Break! (part de l'elenc el 1986 i 1987)
- Comedy Club (1987)
- Showtime Comedy Club Network (1987)
- Stand-Up Spotlight (1988–1991)
- Stand by Your Man(1992)
- The Rosie O'Donnell Show (1996–2002) (també productora)
- The Twilight of the Golds (1997)
- Jackie's Back (1999) (cameo)
- Will & Grace (2002) (rol recurrent)
- Riding the Bus with My Sister (2005, telefilm) (també productora executiva)
- Curb Your Enthusiasm (2005)
- Queer as Folk (2005) (rol recurrent)
- All Aboard! Rosie's Family Cruise (2006) (també productora)
- The View (2006–2007)
- Nip/Tuck (2006) (dos episodis en la 4a temp. i quatre en la 5a)
- Little Britain USA (2008) (1 episodi)
- Rosie Live! (2008) (també productora)
- Christmas In Rockefeller Center 2008 (2008)
- America (2009) (també productora executiva i guionista)
- Stalking Streisand (2009)
- Drop Dead Diva (2009-2010) (quatre episodis)
- The Rosie Show (2011-2012) (també productora executiva)
- The fosters (2013-)

## Premis i nominacions[calcitació]

### Premis
- 1999: Primetime Emmy al millor especial còmic, musical o de varietats per The 52nd Annual Tony Awards

### Nominacions
- 1995: Primetime Emmy a la millor actuació en programa musical o de varietats per Rosie O'Donnell
- 1996: Primetime Emmy a la millor actriu convidada en sèrie còmica per The Larry Sanders Show
- 1999: Primetime Emmy al millor programa infantil per Kids Are Punny
- 2006: Primetime Emmy al millor especial de no ficció per All Aboard! Rosie's Family Cruise